# Ryan Jardine
Ryan Jardine (Ottawa, 15 marzo 1980) è un ex hockeista su ghiaccio canadese.
Giocava come ala sinistra.

## Carriera
Ha iniziato la sua carriera nel 1997 con i Sault Ste. Marie Greyhounds, nella OHL, una delle più importanti leghe giovanili americane. È rimasto per tre stagioni a Sault Sainte Marie risultando essere sempre fra i migliori marcatori della squadra - primo in assoluto nell'ultima, 1999-2000, con 96 punti in 82 partite.
Nel 1998 fu scelto dai Florida Panthers al 4º turno, 89º assoluto, al draft NHL. L'esordio nella massima lega professionistica è arrivato però solo tre anni dopo, nel 2001: Ryan ha giocato 8 partite e segnato 2 punti.
L'ultima stagione in OHL fu decisamente la migliore: fu 5° ex aequo nella classifica per i gol segnati e 20° nella classifica marcatori.
Dal 2000 al 2005 ha militato in AHL, la seconda lega più importante americana.  Ha giocato le prime due stagioni con i Louisville Panthers, partner team dei Florida Panthers, e con gli Utah Grizzlies, per poi giocare le successive tre stagioni con i San Antonio Rampage. A Salt Lake City e a San Antonio ebbe come compagno Josh Olson, che poi ritroverà a Bolzano anni più tardi.
La sua esperienza in AHL termina con 304 partite giocate e 130 punti (62 gol e 28 assist).
Nel 2005 decide di tentare l'avventura in Europa. Si accasa dapprima ad Amburgo con gli Hamburg Freezers. Nella DEL colleziona 31 presenze e contribuisce al lavoro della squadra con 11 punti. L'anno successivo Ryan si trasferisce in Svezia al Mora IK.
La stagione 2007-08 inizia con un altro trasferimento: viene acquisito dagli sloveni dell'Olimpia Lubiana, squadra che milita nel campionato austriaco nonostante sia un club sloveno. Jardine disputa solo una parte della stagione giocando 27 partite e segnando 13 punti. A metà campionato arriva in Italia, a Bolzano, assieme al compagno di squadra Kenny Corupe. Con i biancorossi arriva lo scudetto cui Ryan contribuisce con 21 punti in 29 partite e 4 gol nei playoff.
Nel campionato successivo Ryan completa assieme alla compagine altoatesina il Grande Slam: scudetto, Coppa Italia e Supercoppa.
Al termine della stagione 2009-2010 è tornato in Nord America, dove ha giocato per una stagione coi Missouri Mavericks, in Central Hockey League.
È tornato in Europa nel 2011, nel campionato norvegese con il Lørenskog IK. Si è tuttavia svincolato per motivi personali dopo 3 settimane, firmando un contratto per la squadra di American Hockey League dei Chicago Wolves, che l'hanno tuttavia girato nuovamente al farm team CHL dei Mavericks.

## Palmarès

### Club
- Campionato italiano: 2

Bolzano: 2007-2008, 2008-2009
- Coppa Italia: 1

Bolzano: 2008-2009
- Supercoppa italiana: 1

Bolzano: 2008